# Polyodontidae
Famille
Les Polyodontidae (Polyodontidés en français) forment une famille de deux genres monotypiques de poissons dulçaquicoles appelés poissons-spatule ou polydons. L'espèce Polyodon spathula est résidente du Mississippi et l'espèce Psephurus gladius du Yangtsé. Cette dernière est déclarée disparue en 2020, après dix ans d'absence dans les eaux de Chine.

## Liste des genres et espèces
Selon FishBase :
- Genre Polyodon :
  - Polyodon spathula (Walbaum, 1792)
- Genre Psephurus :
  - Psephurus gladius (Martens, 1862) - espèce considérée éteinte en janvier 2020.

Plusieurs genres connus sont éteints Crossopholis, Paleopsephurus, Protopsephurus.